# 粗頭鮋屬
粗頭鮋屬，為輻鰭魚綱鮋形目鮋亞目毒鮋科的其中一屬。

## 下属物种
- 瞻星粗頭鮋(Trachicephalus uranoscopus)：又稱鰧頭鮋。

## 扩展阅读
維基物種上的相關：粗頭鮋屬